# Encephalartos senticosus
Encephalartos senticosus ist ein Vertreter der Palmfarne (Cycadales) und gehört zur Gattung der Brotpalmfarne (Encephalartos).

## Merkmale
Die Stämme sind baumförmig, aufrecht oder lehnend, und stehen einzeln oder aufgrund von Wurzelschößlingen in Gruppen. Der Stamm wird bis zu 4 Meter hoch und 30 cm breit. Die Krone ist leicht wollig.
Die zahlreichen Blätter stehen aufrecht, sind gerade, steif, manchmal leicht nach hinten und unten gebogen. Die Blätter sind 1,1 bis 2 m lang und 16 bis 28 cm breit. Der kahle Blattstiel ist 5 bis 20 cm lang. Die Fiederblättchen sind glänzend dunkelgrün, meist nicht überlappend und stehen im Winkel von rund 30° nach vorne; die beiden gegenständigen Fiederblättchen bilden einen Winkel von 135°. Die basal stehenden Blättchen sind zu Dornen reduziert. Die mittleren Blättchen sind 12 bis 18 cm lang, 14 bis 22 mm breit, und stehen 2 bis 2,5 cm entfernt voneinander. Der Blattrand ist meist gezähnt, häufig auch mit mehreren Dornen besetzt. Die Spitze ist stechend scharf.
Die weiblichen Zapfen stehen zu zweit oder dritt an der Pflanze. Sie sind eiförmig, 40 bis 45 cm lang und 22 bis 30 cm im Durchmesser. Die Farbe ist fahl aprikosen-gelb, die Oberfläche ist spärlich kurz filzartig behaart. Der Stiel ist kurz, sodass der Zapfen sitzend erscheint. Die Sporophylle sind 5,5 bis 6 cm lang. Die an der Zapfenoberfläche liegende Seite des Sporophylls ist glatt, pyramidenförmig 10 bis 12 mm hoch aufragend, 35 bis 40 mm hoch, 45 bis 50 mm breit. Die Sarcotesta des Samens ist zur Reife knallrot. Die Sklerotesta ist eiförmig, 24 bis 29 mm lang, 19 bis 20 mm im Durchmesser, mit 12 bis 14 deutlichen Längsrippen.
Die männlichen Zapfen stehen zu dritt oder viert. Sie sind aufrecht, schmal eiförmig, 30 bis 50 cm lang bei einem Durchmesser von 12 bis 15 cm. Die Farbe ist Orange-Gelb, leicht hellbraun behaart. Der Stiel ist 10 cm lang und 2,5 bis 4,5 cm breit. Die Sporophylle sind 3 bis 3,5 cm lang. Die an der Zapfenoberfläche liegende Seite des Sporophylls ist rhombisch, 15 bis 18 mm hoch und 35 bis 40 mm breit, und bildet einen nach unten gebogenen Schnabel. Im oberen Zapfenbereich sind sie leicht braun behaart. Die Sporangien stehen in einem einzelnen, leicht herzförmigen Fleck an der Unterseite.

## Verbreitung und Standorte
Die Art kommt in Südafrika in der Provinz KwaZulu-Natal in den Lebombo-Bergen vor, von südlich des Jozini-Dammes nordwärts bis ein paar Kilometer jenseits von Siteki in Eswatini.
Sie wächst auf trockenen, exponierten Felsen und Hängen zwischen Felsblöcken und Niederholz, meist in vollem Sonnenlicht. Meist ist sie in 400 bis 800 m Seehöhe in Gebieten mit 625 bis 750 mm jährlichem, meist sommerlichem, Niederschlag, zu finden. Sie ist eine der verbreitetsten Palmfarne in Südafrika. Trotz teilweisem Lebensraumverlust und Sammeltätigkeit dürfte die Art ungefährdet sein.

## Botanische Geschichte
Die Art wurde erst 1996 erstbeschrieben, allerdings waren die Pflanzen schon lange bekannt. Sie wurden lange für Encephalartos lebomboensis gehalten, die aus zwei unterschiedlichen Formen bestand. Als Piet Vorster die als seltene Piet-Retief bekannte Form als eigene Art beschreiben wollte, bemerkte er, dass das Typus-Exemplar von Encephalartos lebomboensis ein Vertreter dieser Piet-Retief-Form ist. Die häufigere Form, die lange als Encephalartos lebomboensis bekannt war, musste nun als neue Art, Encephalartos senticosus beschrieben werden.
In den 1960er Jahren war die Art Gegenstand einer umfassenden Rettungsaktion, genannt Operation Wildflower: Vor dem Aufstau des Pongola-Flusses durch einen Damm bei Pongola Poort wurden über 6000 Exemplare dieser Art aus dem Überschwemmungsgebiet geborgen, zusammen mit vielen anderen seltenen Pflanzen.

## Belege
- Loran M. Whitelock: The Cycads. Timber Press, Portland OR 2002, ISBN 0-88192-522-5.